# 冼崇山
冼崇山（1954/1955年—），加拿大政治人物，2005年-20年間以卑詩新民主黨黨員身份擔任卑詩省議會溫哥華喜士定選區議員，並從2017年-20年出任該省的社會發展及扶貧廳長。

## 生平
冼崇山生於卑詩省溫哥華，在該市東區長大。他曾任前加拿大國會下議院溫哥華東選區議員米曹夫人（Margaret Mitchell）的行政助理、溫哥華市政府規劃委員會主席、西門菲沙大學社區經濟發展課程講師、以及加拿大公共僱員工會的省議會聯絡員等職務。
他於2005年卑詩省省選中代表卑詩新民主黨贏取省議會溫哥華喜士定選區議席，首度出任省議員，並於2009年、2013年和2017年省選在該選區連任。新民主黨在野期間，他曾任該黨的黨團主席、勞工評議員、房屋評議員和環境評議員等職務。2017年省選產生懸峙議會，卑詩自由黨短暫以少數姿態執政但不久後倒台，新民主黨則在綠黨支持下成為執政黨，新任省長賀謹委派冼崇山出任社會發展及扶貧廳長。他於2020年9月宣布不會在來屆省選中競逐連任省議員，同年任期屆滿後卸任。
他與伴侶育有一名女兒。

## 外部連結
- 维基共享资源上的相關多媒體資源：冼崇山
- 官方网站
- 冼崇山的X（前Twitter）